# Bettina Arndt
Bettina Arndt (født 1. august 1949) er en australsk sexterapeut, journalist og klinisk psykolog.

## Opvækst
Arndt blev født i Penrith, England, til Heinz Arndt (1915 - 6. maj 2002) og Ruth (født Strohsahl) (20. marts 1915 - 20. marts 2001), som den yngste af tre børn (brødrene Christopher og Nicholas).

## Uddannelse
I 1971 flyttede Arndt til Sydney, hvor hun var uddannet som klinisk psykolog med speciale i seksuel terapi. I 1973 gennemførte hun sin kandidatgrad i psykologi ved University of New South Wales, hvor hendes afhandling var på orgasmeproblemer.

## Karriere
Arndt kom frem til fremtrædende rolle i 1970'erne ved at redigere Forum, et australsk voksenundervisningsmagasin, der førte til hyppige radio- og tv-udsendelser. Hun blev udnævnt til redaktør i 1974 og var i stillingen til juli 1982. Hendes arbejde inden for sexuddannelse involverede også ph.d.-kurser, seminarer og foredrag for grupper, herunder læger og andre fagfolk. Efter død af sin mand og forretningspartner, Dennis Minogue i 1981, blev Forum-magasinet lukket. Arndt fortsatte med at skrive om bredere sociale spørgsmål til aviser, herunder The Australian, The Sydney Morning Herald og The Age. I denne periode havde Arndt også sit eget radioprogram på 2 GB, og regelmæssige radiosegmenter i større byer overalt i Australien.
I 1986 giftede Arndt amerikanske advokat Warren Scott og flyttede til New York City. Hun boede på Manhattan i fem år, og mens de bor i staterne skrev en ugentlig klumme syndikeret gennem The Age i Melbourne (og udgivet i Canberra, Adelaide, Perth og Brisbane). Hun havde to bøger udgivet med samlinger af hendes skrifter, Private Lives (1985) og All About Us (1989). I august 1991 vendte Arndt tilbage med sin familie for at bo i Australien.
I 2007 udsendte det australske tv-program MediaWatch beskyldninger om plagiering af Arndt, beskyldninger, der ikke blev bestridt.
The Sex Diaries, der er baseret på dagbøgerne om 98 par, der taler om, hvordan de forhandler sex og beskæftiger sig med mismatchet ønske, blev udgivet i 2009, efterfulgt af What Men Want, et andet dagbogsprojekt, der blev udgivet i september 2010.
Arndt har været medlem af en række udvalg, der rådgiver den australske regering om politiske spørgsmål, herunder rådgivningsgruppen for familielovs vejledninger, det nationale rådgivende udvalg for aldring, assistentreproduktionsteknologien og teamet for støtte til børnebidrag.

## Læs mere
- Melville, Angela; Hunter, Rosemary (2001). ""As everybody knows": Countering myths of gender bias in family law" (PDF). Griffith Law Review. Griffith Law School. 10 (1): 124-138.{{cite journal}}:  CS1-vedligeholdelse: postscript (link)  Også tilgængelig gennem HeinOnline.

Baseret på: Arndt, Bettina (2001). "As everybody knows". Sydney Morning Herald.